# 영동 덕후재 일원
영동 덕후재 일원(永同 德厚齋 一圓)은 충청북도 영동군 양산면 봉곡리 231에 있는, 함양여씨 울산공파 종중의 재실로 인근에 입향조와 여중온의 묘소가 있다.
2015년 10월 14일 영동군의 향토유적 제67호 영동 봉곡리 덕후재로 지정되었다가, 2018년 11월 30일 충청북도의 문화재자료 제94호로 승격, 지정되었다.

## 개요
함양여씨 울산공파 종중의 재실로 인근에 입향조와 여중온의 묘소가 있다.

## 지정 사유
영동 덕후재(永同 德厚齋)는 함양여씨(咸陽呂氏) 15세이자 울산공파(蔚山公派) 시조인 중온(仲溫)의 재실로 1769년에 세웠고, 1803년 화재로 소실된 것을 1806년에 다시 세운 것이다.
이주 성씨(移住 姓氏)의 재지(在地) 토착화 과정을 살필 수 있는 문화재로 조선후기 가문의 제사를 둘러싸고 맏며느리의 제사권과 후사 지정권을 인정한 문중사 연구에 중요한 자료이다.

## 참고 문헌
- 영동 덕후재 일원 - 국가유산청 국가유산포털